# Christoph Kloft
Christoph Kloft (* 1962 in Limburg an der Lahn) ist ein deutscher Schriftsteller. Er veröffentlicht insbesondere Kinderbücher sowie Romane und Sachbücher mit Bezug zum Westerwald.

## Leben
Christoph Kloft studierte Germanistik, Linguistik und Komparatistik sowie Katholische Religion. Nach dem Studium volontierte er bei der Thüringer Allgemeinen, wo er 1992 Redakteur wurde. Seinen ersten Roman "Katerstimmung" veröffentlichte Kloft 1993. Seit 1998 arbeitet er freiberuflich als Autor.
Kloft lebt mit seiner Familie im Westerwald.

## Veröffentlichungen (Auswahl)
- Sie war eine von uns. Das Leben der Westerwälder Jüdin Irmgard Schaumburger. Rhein-Mosel-Verlag, 2022. ISBN 978-3898012386.
- Lockruf Almanya. Von Emirdağ nach Köln (mit Heinz W. Bissinger). Rhein-Mosel-Verlag, 2022. ISBN                         978-3898014533.
- Leben voraus. Ein Mailroman über Krankheit, Tod und ganz viel Licht. Echter Verlag, 2020. ISBN 978-3-429-05544-8
- Jetzt erst recht! Pater Richard Henkes – Ein Leben für die Menschlichkeit. Rhein-Mosel-Verlag, 2019. ISBN 978-3898014182.
- Requiem mit zwei Leichen (mit Christiane Fuckert). Gardez-Verlag, 2016. ISBN 978-3897962682.
- Basaltbrocken. Ein Dorfbürgermeister geht seinen Weg. Neuauflage. Rhein-Mosel-Verlag, 2015. ISBN 978-3898010764.
- Ich musste sie töten (mit Gerhard Starke). Authentische Kriminalfälle. Militzke Verlag, 2014. ISBN 978-3-86189-865-8.
- Mehr werdet ihr nicht finden (mit Gerhard Starke). Authentische Kriminalfälle. Militzke Verlag, 2012. ISBN 978-3-86189-697-5.
- Moses und der Schatten des 11. September. Edition Hamouda, 2011. ISBN 978-3-940075-52-9.
- Entdeckte Verschwörung – Ein Paulus-Krimi (mit Susanne Jung-Kloft). Patris Verlag, 2009. ISBN 978-3876203355.
- Der Mauerfall. 20 Jahre danach (Hrsg. mit Petra Heß). Mit einem Vorwort von Bundestagspräsident Prof. Dr. Norbert Lammert. Rhein-Mosel-Verlag, 2009. ISBN 978-3898010450.
- ... und mittendrin der Westerwald (Hrsg.). Geschichten und Geschicke in Europas Mitte. Aus den Veröffentlichungen von Hermann-Josef Roth. Paulinus-Verlag, 2008. ISBN 978-3790216271.
- Was denkt der Regen, wenn der Scheibenwischer kommt? (mit Susanne Jung-Kloft). Deutsch-türkisches Kinderbuch. Rhein-Mosel-Verlag, 2000. ISBN 978-3-929745-81-8.
- Katerstimmung. Alltag in den neuen Bundesländern. Verlag Christoph Kloft, 1993. ISBN 978-3929656008.